# Haitianisch-kroatische Beziehungen
Die haitianisch-kroatischen Beziehungen beschreiben das bilaterale Verhältnis zwischen der Republik Haiti einerseits und der Republik Kroatien andererseits.

## Geschichte und Stand
Die im Jahr 1804 von Frankreich unabhängig gewordene Republik Haiti und die 1991 aus der Auflösung des ehemaligen Staates Jugoslawien entstandene Republik Kroatien unterhalten seit 1999 diplomatische Beziehungen.
Die entsprechende gemeinsame Erklärung wurde am 15. Oktober 1999 von den Leitern der Ständigen Vertretungen beider Länder bei den Vereinten Nationen in New York unterzeichnet.
Es wurden keine diplomatischen oder konsularischen Vertretungen im jeweils anderen Land eingerichtet.
Haiti ist Mitglied der Organisation Amerikanischer Staaten (OAS), bei der Kroatien einen Beobachterstatus innehat.
Kroatien beteiligte sich mit einer geringen Zahl Polizisten und zivilen Mitarbeitern an der Stabilisierungsmission der Vereinten Nationen für Haiti (MINUSTAH; 2004 bis 2017).
Nach dem verheerenden Erdbeben in Haiti 2010 sandte der kroatische Außenminister Gordan Jandroković ein Kondolenzschreiben an seine haitianische Amtskollegin Marie Michèle Rey.